# 谷川和穂
谷川 和穂（たにかわ かずお、1930年7月21日 - 2018年6月8日）は、日本の政治家。位階は正三位。
衆議院議員（12期）、法務大臣（第49代）、防衛庁長官（第41代）などを歴任した。氏名の戸籍上の正式表記は「穂」が旧字体の「谷川 和穗」。
父は衆議院議員を務め、広島東洋カープの設立に尽力した谷川昇。

## 来歴
広島県賀茂郡西志和村（後の志和町、現：東広島市）生まれ。
1953年慶應義塾大学法学部卒業。1956年慶應義塾大学大学院政治学研究科修士課程修了。1954年ハーバード大学大学院自治行政学へ留学。1955年ミネソタ州Gustavus Adolphus College助教授。
1958年、脳出血により急逝した父・谷川昇の地盤を引き継ぎ、第28回衆議院議員総選挙に旧広島県第2区から無所属で立候補。全国最年少の27歳で初当選を果たした（当選同期に金丸信・安倍晋太郎・倉成正・斎藤邦吉らがいる）。当選後、自由民主党に入党するが、1960年の第29回衆議院議員総選挙では次点で落選。谷川の選出選挙区であった旧広島2区は、自民党の池田勇人（1976年以降は娘婿の池田行彦）や中川俊思（1976年以降は娘婿の中川秀直）、増岡博之、松本俊一、日本社会党の森井忠良ら大物議員がひしめく全国有数の激戦区であり、谷川も1960年の落選以来、計3回の落選を経験している。
1963年の第30回衆議院議員総選挙では、池田勇人に次ぐ得票数2位で返り咲きを果たした。1966年、文部政務次官に就任。同年10月、フランス・パリで開催された第14回ユネスコ総会日本政府代表を務める。1976年の第34回衆議院議員総選挙では2度目の敗北を喫したが、1979年の第35回衆議院議員総選挙では一転してトップ当選を果たす。
1982年、第1次中曽根内閣で防衛庁長官に任命され、初入閣を果たした。しかし、翌1983年12月の第37回衆議院議員総選挙では現職の閣僚でありながら次点で落選し、3度目の敗北を喫する。1986年の第38回衆議院議員総選挙では、再びトップ当選で返り咲いた。1989年、宇野内閣で法務大臣に任命され2度目の入閣を果たしたが、宇野宗佑首相の女性スキャンダルが発覚。自民党は第15回参議院議員通常選挙で惨敗し、宇野内閣はわずか69日で退陣に追い込まれたため、谷川も法相を退任した。
1996年の第41回衆議院議員総選挙では比例中国ブロック単独4位で立候補し、11回目の当選を果たす。1997年、前年の河本敏夫の引退に伴い、新政策研究会（河本派）は番町政策研究所に名称が改められ、谷川は代表世話人に就任。番町政策研究所は谷川や坂本三十次らによる集団指導体制を経て、2000年に高村正彦が会長に就任した。同年、勲一等旭日大綬章受章。2002年、例外的に夫婦の別姓を実現させる会に参加。2003年の第43回衆議院議員総選挙には立候補せず、政界から引退した。
引退後は高村派顧問、全国保護司連盟会長、社団法人日本交通計画協会会長、イニシアティブス・オブ・チェンジ顧問等を務めた。
2018年6月8日1時27分、心不全のため山梨県北杜市の病院で死去。87歳没。叙正三位、勲一等旭日大綬章。戒名は和敬院釋順誓。墓所は青山霊園。

## 人物
- 谷川の選出選挙区であった旧広島県第2区は、選挙博士の異名を取った竹下登をして「日本一の殺戮的選挙区」と言わしめたほどの全国有数の激戦区であり、谷川も苦戦を強いられ、通算12期の衆議院議員在職中に3度の落選を経験している。
- 1983年の第37回衆議院議員総選挙では、第1次中曽根内閣で防衛庁長官在任中ながら次点で落選した。落選直後のインタビューにおいて、谷川は「現在の国際情勢その他から考えましても、私の採りました防衛政策というのは間違っておりません。従って、その批判で票がどうという問題ではない」と冷静にコメントしていたが、選挙戦を全力で戦えずに落選した悔しさからか徐々に語気を強め、「むしろ私にとりましてスキンシップでこの一年間、本当言ったらですね、選挙区へ帰してもらいたかったんですよ、私は!!　本当に言いましたら!!　しかしそれができなかったから落選したんです!!　それを言わせないでください!!」と激昂しながらリポーターの肩を掴みマイクを手で抑える場面が報じられた。3年後の第38回衆議院議員総選挙ではトップ当選で返り咲き、日本社会党の森井忠良が入れ替わる形で落選したため、4議席を自民党が独占した。